# Slamball
Le slamball est un sport collectif inventé en 2000 aux États-Unis. Alliant football américain, gymnastique et basket-ball, le sport oppose deux équipes de quatre joueurs, équipés de protections, qui doivent inscrire des paniers à l'aide de quatre trampolines placés sous le panier. 
Le sport privilégie les actions spectaculaires telles que le dunk, et certains contacts violents sont autorisés. Chaque panier marqué après un saut sur le trampoline rapporte trois points ; les autres rapportent deux points.

## Règles
Chaque équipe est composée de quatre joueurs : un « handler » (milieu), un « stopper » (défenseur) et deux « gunners » (attaquants). La particularité du slamball se situe dans le fait qu'en dessous des paniers se trouvent quatre trampolines, ce qui permet d'effectuer des « dunks » très facilement et donne une dimension spectaculaire au jeu.

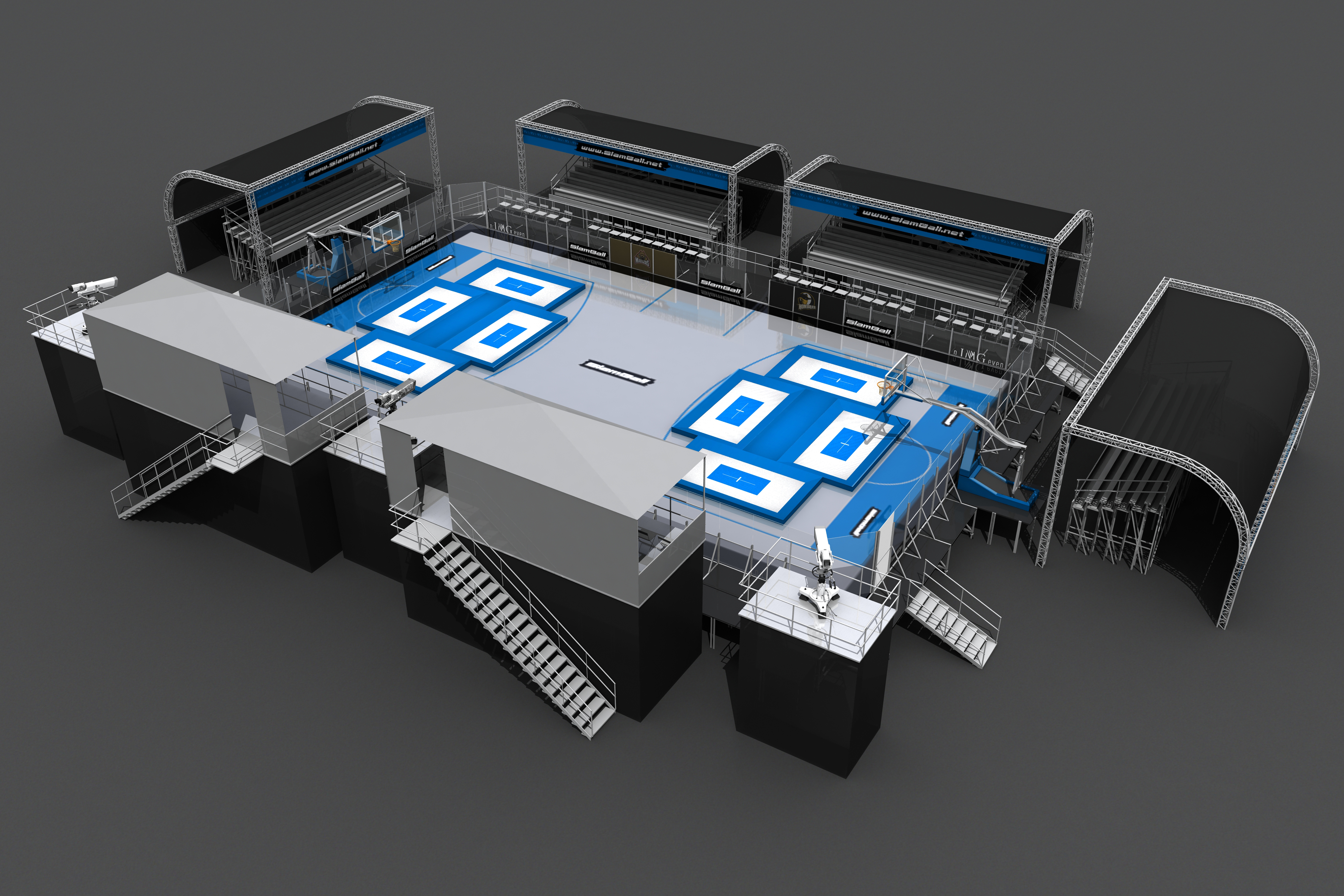
Plan d'un terrain standard de slamball

Chaque panier marqué après un saut sur le trampoline (dunk) rapporte trois points. Tous les autres rapportent deux points. Le terrain est entouré par des murs de plexiglas (comme au hockey sur glace) : il n'y a donc jamais de sortie.
Les contacts physiques peuvent être rugueux et pratiqués même sur un joueur sans le ballon. Seuls sont interdits les plaquages dans le dos et en l'air.
Les matchs seront constitués de quatre quarts temps de cinq minutes. Le temps s’écoule sans interruption, sauf en cas de « Face Off » ou de « Temps mort ». L’horloge retentit et stoppe le jeu lorsque arrive la dernière minute du jeu. L'équipe qui a le ballon dispose d'un temps de possession de 15 secondes pour marquer, basé sur le principe des 24 secondes au basket-ball.
Lors d'une lutte pour le ballon entre deux joueurs, que cela soit au sol ou bien debout, il n'existe pas d'entre-deux comme dans la plupart des autres sports, mais le ballon revient à l'équipe qui a défendu durant cette possession. Tout contact sur un joueur situé en l'air est interdit (faute résultant d'un Face-Off).

## Histoire
Le slamball est créé en 2000 par l'Américain Mason Gordon,, qui imagina le concept alors qu'il était adolescent. Il appréciait la fluidité du basketball et les contacts du football américain, et eut l'idée de réunir ces deux caractéristiques en un nouveau sport. Il souhaitait en outre créer un sport dont le caractère spectaculaire s'approche de celui du jeu vidéo. Pour le développer, il travaille en collaboration avec des professeurs d'éducation physique du California Institute of Technology. Il recrute cinq joueurs parmi cinq cents volontaires pour disputer quelques matchs et peaufiner les règles.
Le sport jouit alors d'une notoriété émergente aux États-Unis, et dispose de son propre championnat depuis 2002 dans lequel s'affrontent six équipes : les Maulers, les Mob, les Hombres, les Bouncers, les Rumble et les Slashers. Le championnat se déroule sous la forme d'un tournoi opposant successivement les équipes les unes aux autres. En 2002 et 2003, les matchs sont diffusés sur une chaine de télévision américaine. Le sport apparait également dans la sixième saison de la série Les Frères Scott. Toutefois, durant les années 2000, le sport perd en popularité et n'est plus diffusé, à l'exception de quelques matchs en 2008,.

## Évolution à travers le monde

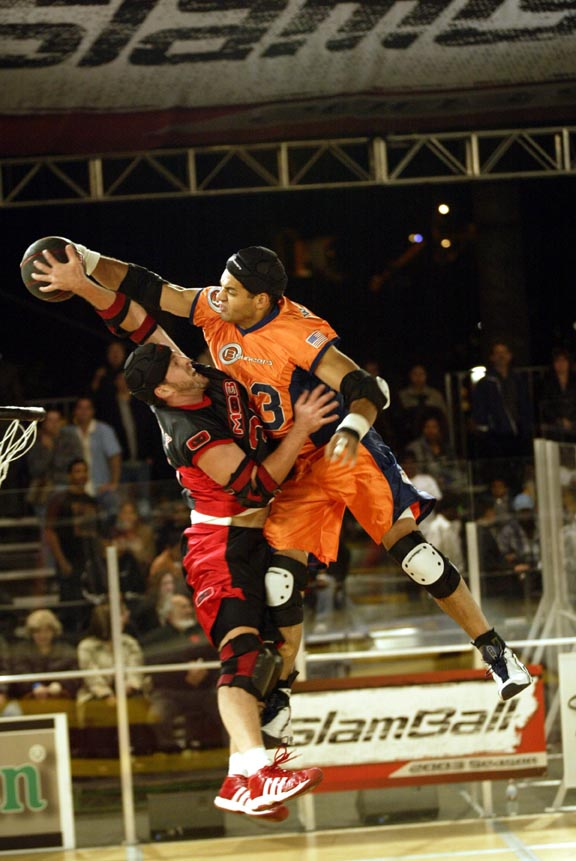
Un joueur tentant de bloquer le dunk de son adversaire.

Le slamball connait actuellement une expansion dans le monde. Le premier centre de formation chinois a ouvert en 2014 à Shanghai. Mason Gordon a effectué une campagne de promotion du sport dans le pays, en compagnie de l'ancien joueur de NBA Kenny Anderson, devenu entraineur de slamball, et a organisé plusieurs matchs à Hangzhou. Des chaines de télévision acquièrent les droits de diffusion des matchs : Mediaset (Italie), CCTV (Chine), One HD (Australie) et Cuatro (Espagne). Gordon a également pour ambition de faire du slamball un sport de démonstration des Jeux olympiques d'été. 
Les vidéos de compilation des meilleures actions des matchs acquièrent en outre une grande popularité sur les sites de partage de vidéos.
En Europe, le développement du slamball est plus timide, depuis l'Été 2016, Marco "White" Bianchi, seul joueur professionnel Européen de slamball, installe un terrain de slamball en Italie dans la commune de Riccione. C'est la seule façon de pratiquer le slamball en Europe à l'heure actuelle, des pays comme la France, qui a créé sa Fédération Française de slamball se sert de ce terrain depuis 2017 pour s’entraîner au slamball.

## Culture populaire
Dans le film Retour vers le futur 2, le slamball est mentionné comme étant le sport préféré de Douglas J. Needles lors d'une séquence prenant place en 2015. Ce fait figure dans les légendes de la banque de données affichées sur l'écran durant un échange visiophonique entre lui et Marty McFly. Le slamball apparait également sur la première page du journal USA Today en 2015. Le film sort 13 ans avant que le slamball soit officiellement lancé en 2002.
Dans la saison 6 de la série Les Frères Scott (One Tree Hill en VO), un des personnages principaux, Nathan Scott, joue au slamball[réf. nécessaire].